# Desert Botanical Garden
De Desert Botanical Garden is een botanische tuin van 20 ha in het Papago Park in Phoenix (Arizona). De botanische tuin richt zich op educatie, onderzoek, tentoonstellen en behoud van woestijnplanten, waarbij de nadruk wordt gelegd op planten uit het zuidwesten van de Verenigde Staten. De tuin is lid van de volgende organisaties: American Association of Museums, Museum Association of Arizona, Council on Botanical and Horticultural Libraries, de American Public Gardens Association, de American Society of Botanical Artists, Botanic Gardens Conservation International, Center for Plant Conservation en Plant Conservation Alliance.

## Geschiedenis
De botanische tuin is opgericht in 1938 door een aantal inwoners van Phoenix en omgeving die bij elkaar kwamen in Papago Park. Ze wilden het publiek kennis laten maken met de uniciteit van de woestijnen in de wereld, met name de Sonorawoestijn. In 1939 ging de botanische tuin open voor het publiek.

## Inrichting
De botanische tuin bestaat uit verschillende onderdelen. Desert Discovery Trail is een bakstenen pad van 0,5 km dat de hoofdweg van de botanische tuin is. Vanuit dit pad kunnen alle bezienswaardigheden worden bereikt. Langs dit pad zijn talloze woestijnplanten uitgeplant. Plants & People of the Sonoran Desert Trail is een pad van 0,5 km waarlangs demonstraties worden geven van het gebruik van woestijnplanten, waaronder onder meer voeding, constructie, gereedschappen en mandenvlechten. Herb Garden is een kruidentuin met onder meer keuken- en medicinale kruiden die zijn aangepast aan het woestijnklimaat. Sonoran Desert Nature Trail is een pad van 0,4 km waarbij er wordt gefocust op dieren en planten van de Sonorawoestijn. Harriet K. Maxwell Desert Wildflower Trail is een pad waarnaast er bloemplanten zijn uitgeplant die bijen, vlinders en kolibries als bestuiver aantrekken.

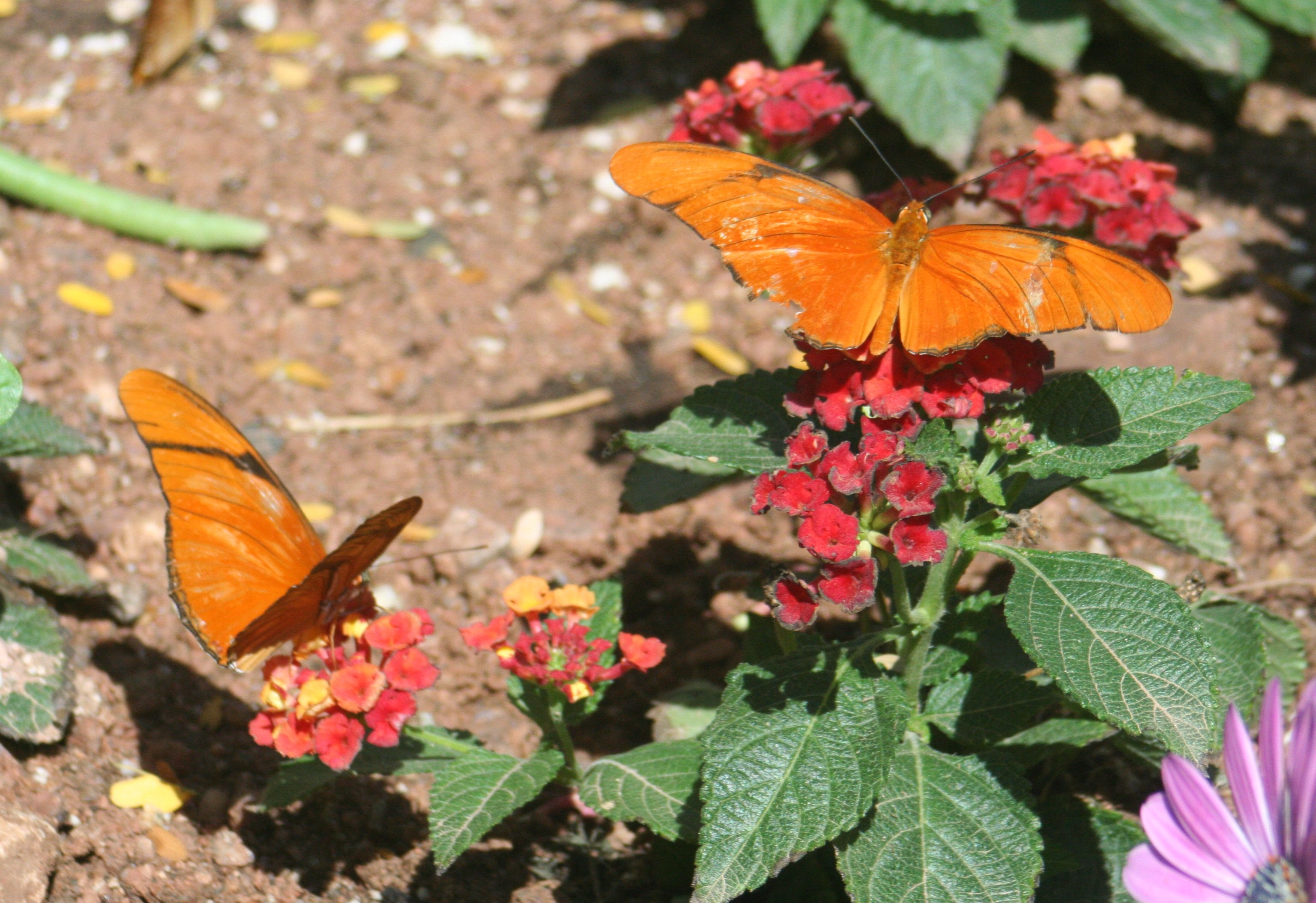
Dryas julia

Er is ook een aantal gebouwen in de botanische tuin aanwezig, waaronder een bezoekerscentrum, een winkel, een bibliotheek, een conferentiecentrum met een auditorium en onderwijs- en onderzoeksgebouwen. Tevens zijn er broeikassen waar moeilijker te kweken cactussen en succulenten worden gekweekt.

## Collectie
De collectie bestaat uit diverse woestijnplanten. Agave is een plantengeslacht waarvan vele soorten in de botanische tuin aanwezig zijn, onder meer de honderdjarige aloë (Agave americana). Van de cactusfamilie zijn een aantal geslachten en soorten in de tuin vertegenwoordigd, waaronder Mammillaria, Opuntia en de saguaro (Carnegiea gigantea). De Conservation Collection ('beschermingscollectie') omvat 169, zeldzame en bedreigde plantensoorten uit woestijngebieden van de hele wereld, met name uit het zuidwesten van de Verenigde Staten en het noorden van Mexico. Een onderdeel van deze collectie vormen 36 soorten die worden gekweekt in samenwerking met Center for Plant Conservation, een samenwerkingsverband van meer dan dertig Amerikaanse botanische instituten, dat zich richt op de bescherming en het herstel van de inheemse flora van de Verenigde Staten. Naast levende planten beschikt de botanische tuin over ingevroren zaden en stuifmeel van zeldzame woestijnplanten die zijn opgeborgen in een uitgebreide zaadbank. Ook heeft de tuin een herbarium met meer dan 60.000 plantenspecimens uit droge gebieden van de wereld, met de nadruk op planten uit Arizona.

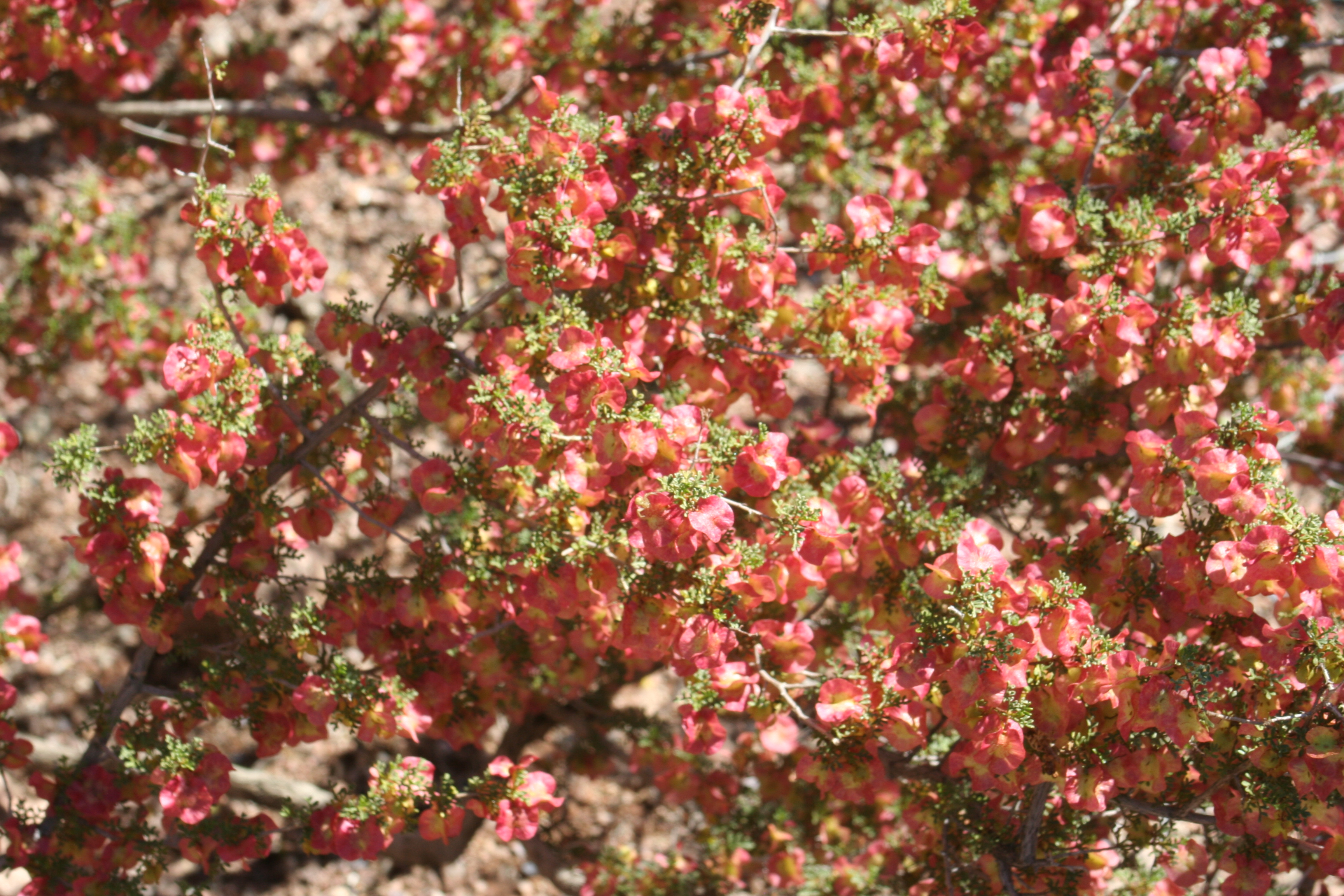
Dodonaea microzyga

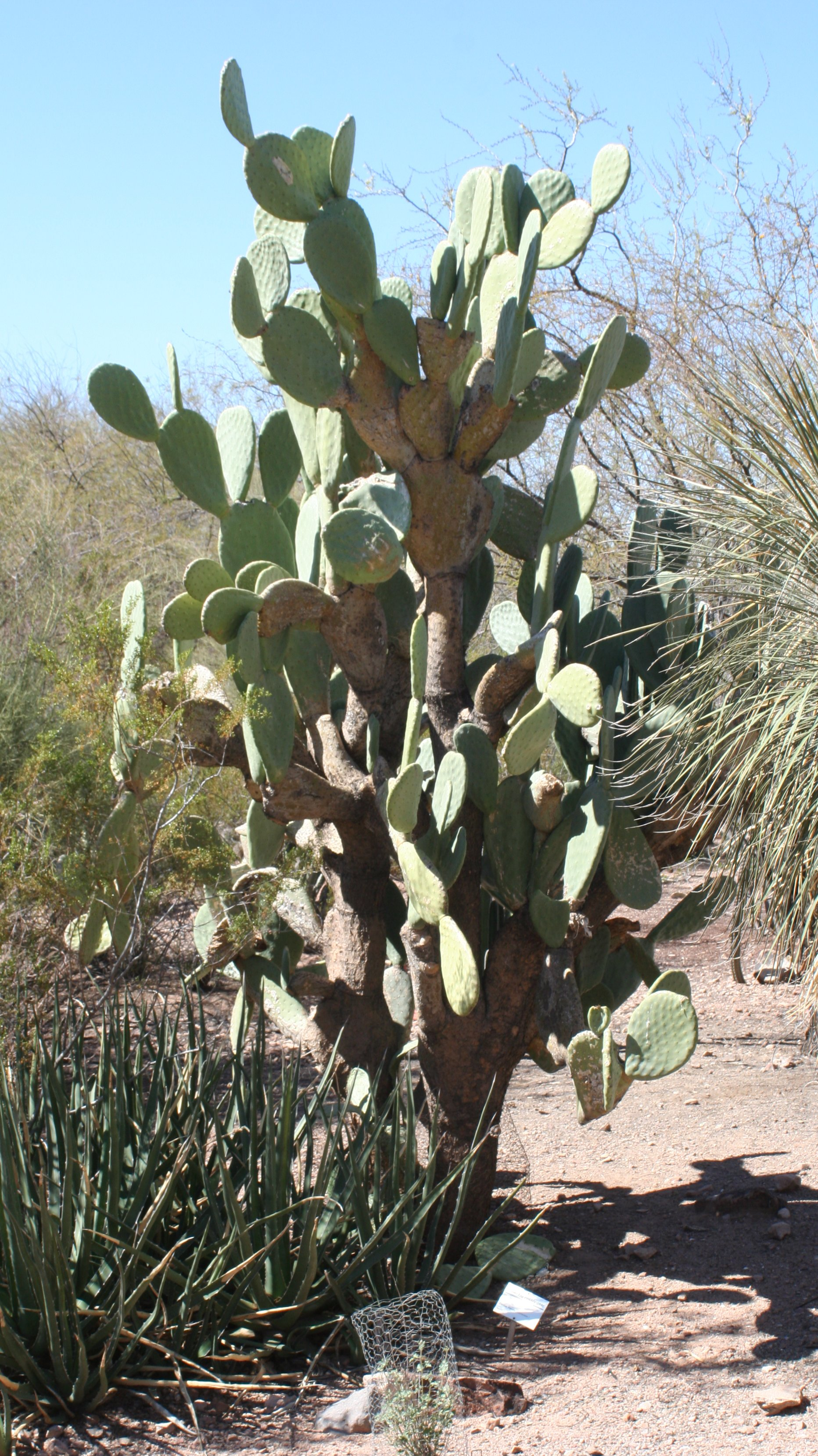
Opuntia ficus-indica

## Onderzoek
De Desert Botanical Garden is ook een onderzoeksinstituut. Wetenschappers die werkzaam zijn in de botanische tuin werken in diverse onderzoeksgebieden, onder meer de floristiek (met name de identificatie en documentatie van planten uit droge gebieden), systematiek, ecologie, natuurbescherming, etnobotanie en tuinbouw. De botanische tuin beschikt over een bibliotheek met meer dan 6000 botanische boeken en meer dan 300 tijdschriften.